# Dionatan Teixeira
Dionatan do Nascimento Teixeira (Londrina, 24 de julho de 1992 — Londrina, 5 de novembro de 2017) foi um futebolista brasileiro naturalizado eslovaco que atuou como zagueiro.

## Carreira
Revelado pelo Londrina, time de sua cidade natal, Dionatan mudou-se para a Eslováquia em 2008, para jogar nas categorias de base do Košice, onde profissionalizou-se no ano seguinte. Ainda em 2009, passou por testes em Middlesbrough, Blackburn, Newcastle e Manchester City. Sua estreia pelo Kosice foi em abril, contra o MFK Dubnica. Além dos auriazuis, defendeu ainda Slovan Bratislava, Baník Ružiná e Dukla Banská Bystrica.
Em 2014, recebeu propostas do Reading e do Stoke City, que o contrato em junho do mesmo ano. Apesar de ter sido elogiado pelo técnico Mark Hughes, que comparou o zagueiro ao neozelandês Ryan Nelsen por sua força física, Dionatan jogou apenas 2 vezes com a camisa dos Potters, e como substituto. Em 2015, foi emprestado ao Fleetwood Town, atuando em 8 jogos.
Liberado pelo Stoke após o término do contrato, em janeiro de 2017, o zagueiro assinou com o Sheriff Tiraspol, participando de 10 partidas pelo clube moldávio.

## Carreira internacional
Com 9 jogos pela Seleção Brasileira sub-17 e um gol marcado, Dionatan recebeu a cidadania da Eslováquia em agosto de 2013 e disputou 8 partidas pela equipe Sub-21 até 2014. No país europeu, era conhecido apenas como Teixeira.

## Morte
Durante um jogo amador em Londrina, Dionatan caiu no gramado após um ataque cardíaco, morrendo pouco depois, aos 25 anos de idade.